# The Electrifying Aretha Franklin
| Оценки критиков               | Оценки критиков |
| Источник                      | Оценка          |
| ----------------------------- | --------------- |
| AllMusic                      | [ 2 ]           |
| Billboard                     | без оценки      |
| Encyclopedia of Popular Music | [ 4 ]           |
| The Rolling Stone Album Guide | [ 5 ]           |

The Electrifying Aretha Franklin — второй студийный альбом американской певицы Ареты Франклин, выпущенный 19 марта 1962 года на лейбле Columbia Records. Альбом был записан в Нью-Йорке на студии Columbia Recording Studios с участием продюсеров Джона Хэммонда и Ричарда Уэсса. Если предыдущий альбом был записан в жанре ритм-энд-блюз, то здесь певица начала исполнять композиции и в жанре соул.
В поддержку альбома было выпущено два сингла. «Rock-a-Bye Your Baby with a Dixie Melody» был выпущен в сентябре 1961 года вместе с «Operation Heartbreak» на оборотной стороне (песня не вошла в альбом). Сингл попал в топ-40 чарта Billboard Hot 100 на 37-е место. Второй сингл «I Surrender, Dear» с бисайдом «Rough Lover», выпущенный в январе 1962 года, занял 87-ю строчку в США. Сама пластинка не получила коммерческого успеха и не попала в чарты. Критики также дали смешанную оценку альбому.

## Список композиций
| №  | Название                                   | Автор(ы)                            | Длительность |
| -- | ------------------------------------------ | ----------------------------------- | ------------ |
| 1. | «You Made Me Love You»                     | Джо Маккарти, Джеймс Винсент Монако | 2:19         |
| 2. | «I Told You So»                            | Джон Лесли Макфарланд               | 2:44         |
| 3. | «Rock-a-Bye Your Baby With a Dixie Melody» | Сэм Льюис, Джин Шварц, Джо Янг      | 2:24         |
| 4. | «Nobody Like You»                          | Джеймс Кливленд                     | 2:23         |
| 5. | «Exactly Like You»                         | Джимми Макхью, Дороти Филдс         | 2:36         |
| 6. | «It’s So Heartbreakin’»                    | Джон Лесли Макфарланд               | 2:39         |

| №                   | Название                        | Автор(ы)                          | Длительность |
| ------------------- | ------------------------------- | --------------------------------- | ------------ |
| 1.                  | «Rough Lover»                   | Джон Лесли Макфарланд             | 2:48         |
| 2.                  | «Blue Holiday»                  | Вилли Денсон, Лютер Диксон        | 2:53         |
| 3.                  | «Just for You»                  | Джей Бейли, Джон Лесли Макфарланд | 2:20         |
| 4.                  | «That Lucky Old Sun»            | Хэвен Джиллеспи, Гарри Бисли Смит | 3:20         |
| 5.                  | «I Surrender, Dear»             | Гарри Баррис, Гордон Клиффорд     | 2:46         |
| 6.                  | «Ac-Cent-Tchu-Ate the Positive» | Гарольд Арлен, Джонни Мерсер      | 2:18         |
| Общая длительность: | Общая длительность:             | Общая длительность:               | 31:15        |

| №                   | Название                                                   | Автор(ы)                             | Длительность |
| ------------------- | ---------------------------------------------------------- | ------------------------------------ | ------------ |
| 1.                  | «Introduction To Hard Times»                               |                                      | 0:31         |
| 2.                  | «Hard Times (No One Knows Better Than I)» (Alternate Take) | Рэй Чарльз                           | 3:08         |
| 3.                  | «When They Ask About You»                                  | Сэм Степт                            | 2:59         |
| 4.                  | «Operation Heartbreak»                                     | Эл Каша, Кларенс Уильямс, Алан Томас | 2:59         |
| 5.                  | «I Surrender, Dear» (Mono Version)                         | Гарри Баррис, Гордон Клиффорд        | 2:46         |
| 6.                  | «Rough Lover» (Mono Version)                               | Джон Лесли Макфарланд                | 2:47         |
| 7.                  | «Kissin’ By The Mistletoe»                                 | Джон Лесли Макфарланд                | 2:22         |
| Общая длительность: | Общая длительность:                                        | Общая длительность:                  | 48:39        |